# Hearthstone
Hearthstone, pierwotnie Hearthstone: Heroes of Warcraft – kolekcjonerska gra karciana wyprodukowana i wydana przez Blizzard Entertainment, której premiera na komputery osobiste z systemem Windows i Macintosh odbyła się 11 marca 2014 roku. Później wydano także wersję na urządzenia mobilne z systemami iOS i Android oraz dodano możliwość gry przy pomocy ekranu dotykowego na urządzeniach z systemem Windows 8. Gra oparta jest na modelu free-to-play z systemem mikropłatności, a głównym elementem rozgrywki są pojedynki online przeciwko innym graczom w serwisie Battle.net. Hearthstone zostało dobrze przyjęte przez krytyków, uzyskując wysokie średnie ocen w agregatorach. W wersji na komputery osobiste gra zdobyła 87,57% w serwisie GameRankings oraz 88/100 w portalu Metacritic. W listopadzie 2015 roku liczba założonych kont w grze przekroczyła 40 milionów. Gra doczekała się dwudziestu trzech rozszerzeń zatytułowanych Klątwa Naxxramas, Gobliny vs Gnomy, Czarna Góra, Wielki turniej, Liga Odkrywców, Przedwieczni Bogowie, Pewnej nocy w Karazhanie, Ciemne zaułki Gadżetonu, Podróż do wnętrza Un'Goro, Rycerze Mroźnego Tronu, Koboldy i katakumby, Wiedźmi Las, Projekt Hukatomba, Rozróba Rastakana, Wyjście z cienia, Wybawcy Uldum, Wejście smoków, Popioły Rubieży, Scholomancjum, Obłędny Festyn Lunomroku, Zahartowani przez pustkowia, Zjednoczeni w Wichrogrodzie, Rozbici w Dolinie Alterak

## Rozgrywka
Hearthstone jest cyfrową kolekcjonerską grą karcianą rozgrywającą się w świecie Azeroth znanym z serii Warcraft. Gra oferuje zarówno tryb rozgrywki jednoosobowej zwany przygodą, jak i tryby rozgrywki wieloosobowej: „Pojedynek”, „Arena”, „Karczemna bójka”, „Wyzwanie” oraz „Tryb obserwatora”. Tryb przygody dzieli się na trening, wyprawy – podziemną wyprawę oraz potworne łowy – oraz pięć kampanii – Naxxramas,  Czarna Góra, Liga Odkrywców, Pewnej nocy w Karazhanie oraz Rycerze Mroźnego Tronu – wszystkie zostały wydane jako DLC. Pojedynek jest starciem z innym graczem przez internet, w którym każdy z graczy tworzy talię (ang. deck) z kart, które posiada; natomiast arena jest rozgrywką, w której gracz buduje talię z kart wylosowanych przez komputer – tzn. po wykupieniu wstępu na arenę program losuje trzy karty i gracz wybiera jedną z nich do swojej talii, przy czym operacja ta jest powtarzana aż do „zapełnienia” talii, która składa się z 30 kart. Wstęp na arenę można zakupić za walutę zdobywaną w grze lub przy pomocy mikropłatności. Jeden wstęp na arenę daje możliwość gry do trzech przegranych lub dwunastu zwycięstw. Karczemna bójka jest dodanym w jednej z aktualizacji specjalnym trybem, którego zasady zmieniają się w każdym tygodniu. Wyzwanie jest trybem, w którym gracz może zmierzyć się ze znajomym, a przy pomocy trybu obserwatora gracz może oglądać pojedynki osób, które znajdują się na liście jego znajomych.

### Karty
Karty dzielą się na pięć rodzajów: stronników, zaklęcia, bronie, zadania oraz bohaterów. Stronnicy mogą należeć do podtypów: bestii, demonów, mechów, murloków, piratów, smoków, totemów, żywiołaków lub ogólnego podtypu. Jeżeli gracz chce użyć karty, to musi ją wystawić na stół. Czynność ta określana jest także jako zagranie karty. Każda karta ma przypisany koszt, czyli liczbę punktów many potrzebnych do wystawienia jej na stół. Ponadto każdy stronnik ma przypisaną wartość ataku oraz liczbę punktów życia. Stronnicy mogą mieć dodatkowe atrybuty. Do głównych typów atrybutów należą:
- agonia – akcja uaktywniająca się po śmierci stronnika[28],
- boska tarcza – pierwsze obrażenia doznane przez stronnika nie odejmują mu punktów życia[28],
- furia wichru – stronnik może atakować dwa razy w turze[28],
- inspiracja – efekt, który ujawnia się po uprzednim skorzystaniu z mocy specjalnej[b][30],
- kombinacja – akcja, z której gracz może skorzystać, jeżeli w turze zagrał już jakąś kartę[31],
- okrzyk bojowy – akcja, z której można skorzystać przy zagraniu stronnika[28],
- okrzyk bojowy: odkryj – pozwala odkryć kilka kart i dobrać jedną z nich[32],
- prowokacja – przeciwnik musi najpierw zlikwidować stronników z prowokacją – nie może wybrać innego celu[28],
- przeciążenie – zmniejsza ilość dostępnej many w zamian za inne korzyści[33],
- sekret – zaklęcie, które zostaje ujawnione dopiero po pewnej akcji przeciwnika[34],
- obrażenia zaklęć – dodaje 1 punkt do obrażeń zadawanych przez ofensywne zaklęcia zagrywane przez gracza[35],
- szał – stronnik zyskuje dodatkowe cechy, gdy jest ranny[28],
- szarża – stronnik może atakować w turze, w której został wystawiony[28],
- ukrycie – stronnik nie może zostać wybrany jako cel ataku, dopóki sam nie zaatakuje[28],
- wybierz jedno – pozwala wybrać jeden z kilku możliwych efektów podczas wystawiania karty na stół[36],
- wyciszenie – pozwala pozbyć się aktywnych efektów i wzmocnień, które posiada wrogi, lub sojuszniczy stronnik[37],
- zamrożenie – unieruchamia stronnika, lub postać gracza na jedną turę)[38],
- kradzież życia – podczas zadawania obrażeń stronnik jednocześnie leczy swojego bohatera[27].
- rekrutuj – przyzwij stronnika z twojej talii spełniającego określony warunek[39].
- magnetyzm – łączy karty z tym samym efektem od prawej strony dając wspólny efekt[40].
- zryw – stronnik może od razu zaatakować innego stronnika, lecz nie może zaatakować bohatera[41].

Karty podzielone są na pięć rodzajów: zwykłe (białe), rzadkie (niebieskie), epickie (fioletowe), legendarne (pomarańczowe) oraz te niemożliwe do odczarowania. Każda karta ma też złotą wersję, na której znajduje się ruchomy obrazek – w zwykłych kartach jest on statyczny.
Karty można zdobyć poprzez otwieranie pakietów kart lub tworzenie ich przy pomocy pyłu. W pakiecie kart znajduje się pięć kart, w tym co najmniej jedna karta jest rzadkiej lub wyższej klasy. Pył jest nagrodą w trybie Arena oraz rekompensatą za zniszczenie przez gracza kart, które uznał za niepotrzebne. Pakiety kart są jednym z rodzajów nagrody w trybie Arena i Karczemna bójka, można je dostać za wykonywanie zadań (codziennie pojawia się jedno nowe) oraz dokonując ich zakupu w sklepie w grze.

### Zestawy kart
W poniższej tabeli znajduje się lista kart według typu lub nazwy dodatku, daty wydania w Ameryce Północnej (przy czym dla pozostałych regionów data różni się o jeden lub dwa dni), liczby kart oraz ich rzadkość.
| Zestaw                             | Typ wydania | Data wydania      | Data usunięcia ze Standardu | Łącznie | Zwykłe | Rzadkie | Epickie | Legendarne |
| ---------------------------------- | ----------- | ----------------- | --------------------------- | ------- | ------ | ------- | ------- | ---------- |
| Podstawowy                         | Podstawa    | 11 marca 2014     | Brak                        | 133     |        |         |         |            |
| Klasyczny                          | Podstawa    | 11 marca 2014     | Brak                        | 245     | 94     | 81      | 37      | 33         |
| Nagroda                            | Podstawa    | 11 marca 2014     | 26 kwietnia 2016            | 4       | 0      | 0       | 1       | 3          |
| Curse of Naxxramas (Naxx)          | Przygoda    | 22 lipca 2014     | 26 kwietnia 2016            | 30      | 18     | 4       | 2       | 6          |
| Goblins vs. Gnomes (GvG)           | Dodatek     | 8 grudnia 2014    | 26 kwietnia 2016            | 123     | 40     | 37      | 26      | 20         |
| Blackrock Mountain (BRM)           | Przygoda    | 2 kwietnia 2015   | 6 kwietnia 2017             | 31      | 15     | 11      | 0       | 5          |
| The Grand Tournament (TGT)         | Dodatek     | 24 sierpnia 2015  | 6 kwietnia 2017             | 132     | 49     | 36      | 27      | 20         |
| League of Explorers (LoE)          | Przygoda    | 12 listopada 2015 | 6 kwietnia 2017             | 45      | 25     | 13      | 2       | 5          |
| Whispers of the Old Gods (WOG)     | Dodatek     | 26 kwietnia 2016  | 12 kwietnia 2018            | 134     | 50     | 36      | 27      | 21         |
| One Night in Karazhan (Kara)       | Przygoda    | 11 sierpnia 2016  | 12 kwietnia 2018            | 45      | 27     | 12      | 1       | 5          |
| Mean Streets of Gadgetzan (MSG)    | Dodatek     | 1 grudnia 2016    | 12 kwietnia 2018            | 132     | 49     | 36      | 27      | 20         |
| Hall of Fame                       | Podstawa    | 6 kwietnia 2017   | Cyklicznie                  | 10      | 3      | 1       | 1       | 5          |
| Journey to Un'Goro (Un'goro)       | Dodatek     | 6 kwietnia 2017   | 2019                        | 135     | 49     | 36      | 27      | 23         |
| Knights of the Frozen Throne (KFT) | Dodatek     | 10 sierpnia 2017  | 2019                        | 135     | 49     | 36      | 27      | 23         |
| Kobolds and Catacombs (KaC)        | Dodatek     | 24 grudnia 2017   | 2019                        | 135     | 49     | 36      | 27      | 23         |
| The Witchwood (Wood)               | Dodatek     | 12 kwietnia 2018  | 2020                        | 135     | 49     | 36      | 27      | 23         |
| The Boomsday Project (Boomsday)    | Dodatek     | 7 sierpnia 2018   | 2020                        | 135     | 49     | 36      | 27      | 23         |
| Rastakhan's Rumble (Rumble)        | Dodatek     | 4 grudnia 2018    | 2020                        | 135     | 49     | 36      | 27      | 23         |
| Wszystkie wydane karty             |             |                   |                             | 1733    | 615    | 446     | 286     | 253        |

### Przebieg gry
Gracz ma do wyboru bohaterów należących do dziewięciu klas: mag (Jaina Proudmoore, Medivh lub Khadgar), kapłan (Anduin Wrynn lub Tyrande Szept Wiatru), czarnoksiężnik (Gul’dan lub Nomka Nekrofizia), druid (Malfurion Burzogniewny lub Lunara), paladyn (Uther Światłodzierżca, Lady Liadrin, Książę Arthas), wojownik (Garrosz Piekłorycz lub Magni Miedziobrody), łowca (Rexxar lub Alleria Bieżywiatr), łotr (Valeera Singwarar lub Maiev Shadowsong) i szaman (Thrall lub Wieszcz Morgl). Każda z klas posiada własne karty oraz moc specjalną. Istnieją też karty neutralne, które można dodać do talii każdej klasy. Przed przystąpieniem do rozgrywki gracz wybiera 30 kart do swojej talii. Każdy z graczy rozpoczyna grę z 30 punktami życia, jednakże w trybie przygody niektórzy przeciwnicy mają ich więcej. Gracz, który rozpoczyna rozgrywkę, dostaje trzy losowe karty ze swojej talii, następnie może podjąć decyzję o ich wymianie – wymianie podlega dowolna liczba kart. Przeciwnik otrzymuje cztery karty – też może je wymienić – i jedną dodatkową, której koszt wynosi 0 punktów many. Po wymianie kart gracz rozpoczynający rozgrywkę dostaje kolejną kartę. Następnie może on wystawić na stół dowolną kartę za jeden punkt many. Na stole każdy z graczy może mieć maksymalnie siedmiu stronników. Stronnik może atakować w tej samej turze, w której został zagrany, tylko jeżeli ma atrybut zwany szarżą. Po wciśnięciu przez pierwszego gracza przycisku Koniec tury rundę rozpoczyna drugi gracz. Przed każdą rundą gracz dobiera jedną kartę. Rozgrywka rozpoczyna się z jednym kryształem many u każdego z graczy, jednak po każdej rundzie dodawany jest kolejny u gracza, który właśnie zakończył turę – maksymalna ich liczba to dziesięć. Rozgrywka toczy się do momentu, gdy któryś z graczy będzie miał zero lub mniej punktów życia. W momencie, gdy gracz nie może już dobrać karty, otrzymuje obrażenia, które są równe liczbie nieudanych prób dobrania karty. Za wygrywanie pojedynków gracz otrzymuje gwiazdki. Uzyskanie odpowiedniej ich liczby skutkuje podniesieniem rangi. Przegrane wiążą się z odjęciem gwiazdek, co może prowadzić do obniżenia rangi. Na początku każdego miesiąca rangi zdobyte przez graczy są resetowane, jednak za osiągnięcia w poprzednim miesiącu gracz może otrzymać gwiazdki, dzięki czemu jego początkowa ranga jest wyższa niż 25. Ponadto każdy gracz, który wygra co najmniej 5 gier rankingowych w danym miesiącu otrzymuje nowy rewers dla kart.

### Regiony gry
Hearthstone oferuje rozgrywkę w trzech różnych regionach świata: Ameryka, Europa, Azja. Gracze mogą konkurować i komunikować się z graczami wyłącznie z tego samego regionu. Gracze domyślnie przypisani są do regionów, w których mieszkają natomiast mają możliwość ich zmiany, aby grać przeciwko graczom z innych regionów. Każdy region posiada osobny profil dla graczy, co zapobiega przenoszeniu kart, złota czy innych danych pomiędzy regionami. Gracze pragnący zagrać w innym regionie muszą zacząć swoją rozgrywkę od nowa, wliczając w to poradnik.

## Rozwój gry

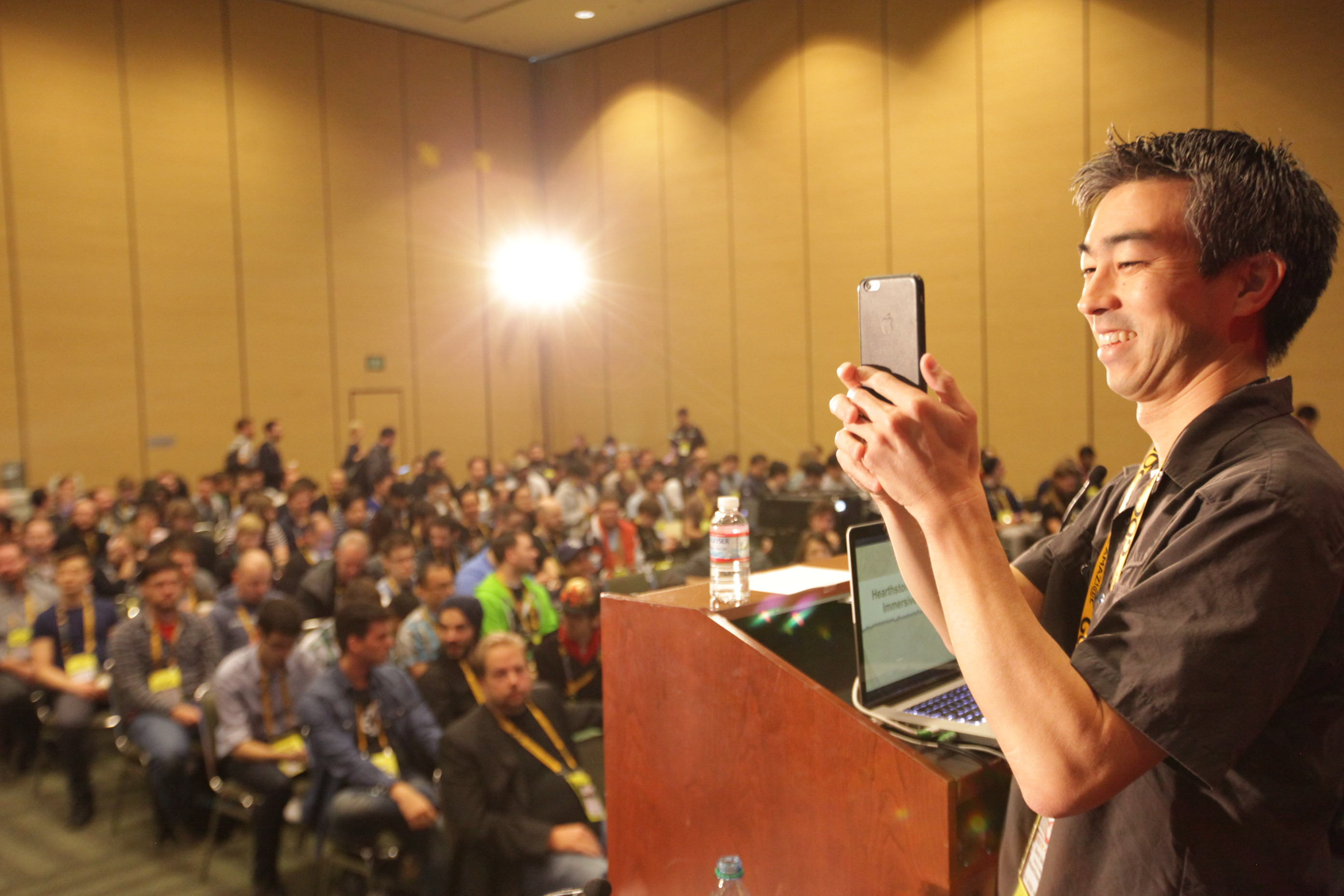
Starszy projektant interfejsu Derek Sakamoto podczas GDC 2015

Gra od samego początku była projektowana do rozgrywki wieloosobowej. Każda postać gracza posiada własny głos w każdej wersji językowej. Kwestie bohaterów zostały przetłumaczone i nagrane przez aktorów głosowych.
Przedstawiciele Blizzard zapowiedział możliwość rozgrywki pomiędzy graczami korzystającymi z różnych platform (np. na komputerach i tabletach). Twórcy gry zapowiedzieli, że pracują nad trybem gry dla pojedynczych graczy oraz nad dodatkami zawierającymi nowe karty.

### Dodatki
Hearthstone doczekało się trzynastu dodatków i pięciu przygód. Wszystkie dodatki można odblokować za pomocą złota dostępnego w grze lub prawdziwych pieniędzy.

#### Gobliny vs Gnomy
Dodatek Gobliny vs Gnomy (ang. Goblins vs Gnomes) zapowiedziano podczas konferencji BlizzCon w listopadzie 2014. Rozszerzenie tematycznie nawiązuje do rywalizacji między rasami goblinów i gnomów. Dodatek oferuje 143 nowe karty (w tym 123 karty kolekcjonerskie) i wprowadza nowy typ stronnika – Mechy. Karty można uzyskać po zakupie osobnych pakietów, podobnie jak w przypadku kart eksperckich. Premiera dodatku nastąpiła 8 grudnia 2014 roku w Ameryce Północnej oraz 9 grudnia 2014 roku w Europie, w Korei, w Chinach i w Tajwanie. Dodatek wprowadził także tryb obserwatora, który pozwala oglądać starcia graczy z listy znajomych.

#### Wielki turniej
Drugi dodatek Wielki turniej (ang. The Grand Tournament) zapowiedziano 22 lipca 2015 roku, a jego premiera na wszystkich platformach odbyła się 24 sierpnia 2015 roku. Rozszerzenie oferuje 132 karty (w tym karty stronników z nowym atrybutem: inspiracja), nowe plansze do toczenia pojedynków i nowe nagrody w trybie arena.

#### Przedwieczni Bogowie
11 marca 2016 roku zapowiedziano trzeci dodatek do Hearthstone, który zatytułowano Przedwieczni Bogowie (ang. Whispers of the Old Gods). Jego premiera odbyła się 26 kwietnia 2016 roku w Ameryce Północnej i dzień później w Europie, Australii i Nowej Zelandii. Rozszerzenie dodaje 134 karty, wśród których znajdują się Legendarni Przedwieczni Bogowie: C’Thun, N’Zoth, Yogg-Saron i Y’Shaarj.

#### Ciemne zaułki Gadżetonu
Czwarty dodatek do Hearthstone o nazwie Ciemne zaułki Gadżetonu (ang. Mean Streets of Gadgetzan) zapowiedziano 4 listopada 2016 na BlizzConie. Jego premiera miała miejsce 1 grudnia 2016 roku. Akcja dodatku rozgrywa się w portowym mieście Gadżeton, w którym niegdyś kwitł handel, a obecnie targają nim wojny gangów. Wprowadził nowe frakcje i 132 nowe karty, w tym dziewięć kart trzyklasowych, które mogą być stosowane przez trzy różne klasy, a nie jedną. Miało to wpłynąć przede wszystkim na możliwości tworzenia talii, jak również podkreślić charakter każdej z rodzin przestępczych (frakcji).

#### Podróż do wnętrza Un'Goro
28 lutego 2017 roku zapowiedziano piąty dodatek do Hearthstone, który zatytułowano Podróż do wnętrza Un'Goro (ang. Journey to Un'Goro). Jego premiera odbyła się 6 kwietnia 2017 roku. Akcja dodatku ma miejsce w zakazanej dżungli krateru Un'Goro, który jest żerowiskiem pradawnych stworów, w tym ogromnych dinozaurów i zdziczałych żywiołaków. Rozszerzenie oferuje 135 nowych kart, nowy rodzaj stronnika (żywiołak), nowy rodzaj atrybutu (adaptacja) oraz nowy typ kart (zadania).

#### Rycerze Mroźnego Tronu
7 lipca 2017 roku w Szanghaju zapowiedziano szósty dodatek zatytułowany Rycerze Mroźnego Tronu (ang. Knights of the Frozen Throne), którego premiera miała miejsce 10 sierpnia (11 sierpnia w Europie) 2017 roku. Skupia się on wokół Króla Lisza i jego Rycerzy Śmierci. Oferuje 135 nowych kart oraz darmowe misje w trybie dla pojedynczego gracza. Jedną z nowości jest czwarty typ karty, czyli karta bohaterska, dzięki której bohaterowie Azeroth mogą przemieniać się w Rycerzy Śmierci.

#### Koboldy i katakumby
3 listopada 2017 na BlizzCon 2017 zapowiedziano siódmy dodatek o nazwie Koboldy i Katakumby (ang. Kobolds and Catacombs), którego premiera miała miejsce 7 grudnia (8 grudnia w Europie) 2017 roku. Fabuła dodatku kręci się wokół tytułowych koboldów, szczuropodobnej rasy okupującej jaskinie pełne skarbów i bestii. Oferuje on 135 nowych kart i tzw. "Podziemne wyprawy", czyli tryb dla jednego gracza składający się ośmiu potyczek. Wśród nowości pojawiły się również karty ze zdolnością "Rekrutuj" (możliwość zagrania losowego stronnika z talii na pole gry) oraz legendarne bronie dla każdej z dziewięciu klas.

#### Wiedźmi las
13 marca 2018 roku zapowiedziano ósmy dodatek zatytułowany Wiedźmi Las (ang. The Witchwood). Jego premiera odbyła się 12 kwietnia 2018 roku. Dodatek zawiera tryb fabularny dla pojedynczego gracza pt. Potworne łowy (ang. Monster Hunt) oraz 135 nowych kart. Kampania składa się z ośmiu starć. Ponadto wśród nowych kart znajdują się karty Worgenów, które dają możliwość zamienienia statystyk ataku i życia, oraz karty z atrybutami "Zryw" (możliwość ataku stronników wroga w tej samej turze, w której stronnik został zagrany) i "Echo" (na ręce gracza pojawia się kopia karty, która zniknie jeżeli nie zostanie wykorzystana w turze, w której pojawiła się w ręce). Fabuła dodatku opowiada o królestwie Gilneas, krainie rządzonej przez króla Genna Szarogrzywego. Za sprawą klątwy – kobiety z rasy orków – szamanki Wiedźmy Hagathy krainę nawiedzają niebezpieczne stworzenia.

#### Projekt Hukatomba
10 lipca 2018 roku zapowiedziano dziewiąty dodatek do Hearthstone pt. Projekt Hukatomba (ang. The Boomsday Project). Początkowo miał być ujawniony 12 lipca, jednak w wyniku pomyłki dewelopera doszło do przecieku i rozszerzenie musiało zostać zaprezentowane wcześniej. Jego premiera odbyła 7 sierpnia 2018. Wprowadził on 135 nowych kart oraz nowe mechaniki, w tym "magnetyzm" (w momencie zagrania kartą magnetycznego stronnika, gdy na stole jest już karta mecha, gracz otrzyma możliwość połączenia ich i wzmocnienia tym samym statystyk ataku oraz zdrowia) czy "karty projektów" (potężne zaklęcia wspomagające). Motywem przewodnim dodatku jest nauka świata Warcrafta, a dokładnie szalone eksperymenty prowadzone w tajemnym laboratorium niejakiego Doktora Huka.

#### Rozróba Rastakana
2 listopada 2018 podczas imprezy BlizzCon 2018 został zapowiedziany dziesiąty dodatek o nazwie Rozróba Rastakana (ang. Rastakhan's Rumble). Jego premiera odbyła się 4 grudnia 2018. Dodatek wprowadził kolejne 135 nowych kart i nowych stronników, w tym Duchy (posiadające umiejętność ukrycie w pierwszej turze) czy legendarne Loa oraz nową mechanikę o nazwie "rzeź" (zabicie kreatury przeciwnika nagradza m.in. dodatkową umiejętnością). W trybie gry jednoosobowej pojawi się darmowy tryb o nazwie Trollowa Rozróba, który pozwoli na wzięcie udziału w serii pojedynków karcianych z różnymi czempionami. Fabuła rozszerzenia będzie oscylowała wokół rasy trolli i brutalnego gladiatorskiego święta o nazwie Rozróba, które jest organizowane na cześć króla-boga Rastakana.

#### Wyjście z cienia
14 marca 2019 roku zapowiedziano jedenasty dodatek pt. Wyjście z cienia (ang. Rise of Shadows), którego premiera odbyła się 9 kwietnia tegoż roku. Wprowadziła ona do gry 135 nowych kart i nowe mechaniki, m.in. sługusy (karty, które mogą pojawić tylko w wyniku zagrania zdolności specjalnej innej karty) czy intrygi (karty, które stają się tym silniejsze, im dłużej trzymamy je w ręce). Fabuła dodatku skupia się na historii powrotu „największych złoczyńców Hearthstone”, którzy jednoczą się w tzw. Lidze Z.Ł.A., pod przywództwem Arcyzłodzieja Rafaama, znanego z przygody Liga Odkrywców. Po raz pierwszy w Hearthstone wątek fabularny będzie kontynuowany przez rok.

#### Wybawcy Uldum
1 lipca 2019 roku ogłoszono dwunasty dodatek do Hearthstone o nazwie Wybawcy Uldum (ang. Saviors of Uldum), którego premiera miała miejsce 6 sierpnia tegoż roku. Dodatek wprowadza kolejne 135 nowych kart oraz nowe mechaniki, w tym: odrodzenie (stwory po śmierci powracają z jednym punktem życia) czy plaga (potężne czary, które są przeznaczone dla przedstawicieli klas z Ligi Z.Ł.A.). Ponadto powróciły zadania do wykonania. Fabuła dodatku kontynuuje wydarzenia z Wyjścia z cienia; tym razem Liga Z.Ł.A. przybywa do Uldum, co przybliża nadciągającą zagładę do pustynnej krainy. Na ich drodze staje powracająca Liga Odkrywców, która w przerwie od poszukiwania skarbów nie zawaha się pokazać Lidze, gdzie raki zimują.

#### Wejście smoków
1 listopada 2019 podczas konferencji BlizzCon 2019 zapowiedziano trzynasty dodatek o nazwie Wejście smoków (ang. Descent of Dragons), który premierę miał 10 grudnia tegoż roku. Dodatek wprowadził 135 nowych kart oraz mechanikę o nazwie "inwokacja" (znaczne wzmocnienie dla wybranych kart gracza). Pojawiły się również nowe zadania poboczne. Ponadto dodatek oferuje nowy tryb gry o nazwie "Ustawka" (ang. Battlegrounds) wzorowany na gatunku auto battler (auto chess); będzie przeznaczony dla ośmiu graczy, którzy będą budować jak najlepszą armię z dostępnych stronników i mierzyć się z innymi graczami aż do zwycięstwa. Fabuła dodatku skupia się wokół starcia Ligi Z.Ł.A. i Ligi Odkrywców w przestworzach nad Smoczymi Pustkowiami, gdzie odbywa się finał planu arcyzłoczyńcy Rafaama, czyli wskrzeszenie praojca wszystkich smoków, Galakronda.

#### Popioły Rubieży
17 marca 2020 zapowiedz czternasty dodatek do Hearthstone pt. Popioły Rubieży (ang. Ashes of Outland), którego premiera odbyła się 7 kwietnia tegoż roku. Dodatek wprowadził 135 nowych kart, nową klasę – łowcę demonów oraz mechanikę o nazwie "wyrzutek" (dodatkowy efekt po zagraniu karty z lewego lub prawego skraju ręki). Wprowadził również nowych legendarnych stronników, tzw. prime. Fabuła dodatku oscyluje wokół łowcy demonów Illidana i jego popleczników, którzy muszą stawić czoła zagrożeniu ze strony Rdzawego Legionu (złożonego z na wpół mechanicznych bestii) na terenie Outland.

#### Scholomancjum
14 lipca 2020 roku zapowiedziano piętnasty dodatek o nazwie Scholomancjum (ang. Scholomance), który wydano 6 sierpnia tego samego roku. Dodatek wprowadził kolejne 135 nowych kart, z czego 40 z nich należy do tzw. kart dwuklasowych, które łączą umiejętności dwóch klas (m.in. druid/łowca czy łotr/mag). Ponadto pojawiły się dwie nowe mechaniki: erupcja magii (jednorazowy efekt, aktywowany zaraz po rzuceniu zaklęcia pozwalający na tworzenie nowych kombinacji ruchów) oraz karty studiów (natychmiastowe odkrycie karty, a dodatkowo zmniejszenie kosztu kolejnej karty danego rodzaju). Fabuła dodatku skupia się na tytułowej uczelni stworzonej przez lisza Kel’Thuzada.

### Przygody

#### Klątwa Naxxramas
Klątwa Naxxramas (ang. Curse of Naxxramas) zawiera tryb przygodowy, który został zapowiedziany przez Blizzard w kwietniu 2014 roku. Tryb podzielony jest na pięć skrzydeł, które były udostępniane co tydzień od 23 lipca 2014 roku. Każde skrzydło zawiera od dwóch do czterech przeciwników do pokonania. Pojedynki są dostępne w trybie normalnym i heroicznym. Ponadto w dodatku zawarto dziewięć wyzwań klasowych. Pierwsze skrzydło było przez miesiąc udostępnione za darmo. Klątwa Naxxramas oferuje także 30 nowych kart, które zdobywane są poprzez ukończenie poszczególnych części przygody.

#### Czarna Góra
Drugi tryb przygodowy zatytułowany Czarna Góra (ang. Blackrock Mountain) został zapowiedziany w marcu 2015 roku na PAX East w Bostonie, a jego premiera odbyła się 2 kwietnia tego samego roku w Ameryce Północnej i dzień później w Europie, Australii i Nowej Zelandii. Rozszerzenie, podobnie jak Klątwa Naxxramas, zostało podzielone na pięć skrzydeł, otwieranych w tygodniowych odstępach czasu. Każde skrzydło zawiera trzech lub czterech przeciwników do pokonania. Pojedynki są dostępne w trybie normalnym i heroicznym. Ponadto w dodatku zawarto dziewięć wyzwań klasowych. Dodatek daje możliwość zdobycia 31 nowych kart, w tym po dwie klasowe karty dla każdej klasy. Karty klasowe są nagrodą za ukończenie wyzwań klasowych.

#### Liga Odkrywców
Trzeci tryb przygodowy zatytułowany Liga Odkrywców (ang. League of Explorers) został zapowiedziany 6 listopada 2015 na BlizzCon 2015, a jego premiera odbyła się 12 listopada tego samego roku w Ameryce Północnej i dzień później w Europie, Australii i Nowej Zelandii. Rozszerzenie, w porównaniu do Klątwy Naxxramas i Czarnej Góry, zostało podzielone tym razem na cztery skrzydła, otwierane w tygodniowych odstępach czasu. Każde skrzydło zawiera szereg przeciwników do pokonania oraz bossa końcowego. Pojedynki są dostępne w trybie normalnym i heroicznym oraz są toczone m.in. na dwóch nowych planszach, Wykopaliskach i Sali Odkrywców. Ponadto w dodatku zawarto dziewięć wyzwań klasowych. Dodatek daje możliwość zdobycia 45 nowych kart.

#### Pewnej nocy w Karazhanie
Czwarty tryb przygodowy zatytułowany Pewnej nocy w Karazhanie (ang. One Night in Karazhan) został zapowiedziany w 29 lipca 2016 roku, a jego premiera odbyła się 11 sierpnia tego samego roku w Ameryce Północnej i dzień później w Europie, Australii i Nowej Zelandii. Rozszerzenie składa się z prologu i czterech skrzydeł, oferuje 43 nowe karty i nowe wyzwania klasowe.

#### Przebudzenie Galakronda
Piąty tryb przygodowy o nazwie Przebudzenie Galakronda (ang. Galakrond's Awakening) zapowiedziano 9 stycznia 2020, a jego premiera miała miejsce 21 stycznia tegoż roku. Składa się on z czterech rozdziałów (a każdy rozdział z dwóch etapów, dla Ligi Z.Ł.A. i Ligi Odkrywców), które będą udostępniane co tydzień oraz 35 nowych kart i trybu heroicznego, w którym gracze zmierzą się z trudniejszymi wersjami bossów.

## Wydanie gry

### Produkcja gry
22 marca 2013 roku podczas Penny Arcade Expo Blizzard Entertainment zapowiedziało Hearthstone: Heroes of Warcraft jako cyfrową kolekcjonerską grę karcianą opartą na modelu free-to-play. Ujawniono podstawowe zasady gry oraz zdjęcia prezentujące rozgrywkę. Ogłoszono, że tytuł będzie miał premierę jeszcze w 2013 roku na komputerach z systemem Windows i Mac OS oraz na iPadach. Premierę gry miały poprzedzić beta testy, które miały odbyć się latem 2013 roku. Ujawniono, że do prac nad produkcją Hearthstone wybrany został specjalny 15-osobowy zespół, w skład którego wchodziło zaledwie pięciu programistów, zamiast 60–100 jak w innych grach Blizzarda. W wyniku tego grupa otrzymała nazwę "Team 5". Ponadto w 2012 roku nad interfejsem użytkownika pracowało 6 osób. Część zespołu pracowała wcześniej na World of Warcraft. 8 lipca 2013 roku do sieci wyciekły próbki polskiego dubbingu sugerujące, że tytuł ukaże się w polskiej wersji językowej. We wrześniu 2013 roku rozpoczęły się zamknięte beta-testy gry na komputerach osobistych, do listopada rozesłano ponad milion zaproszeń. Karty i poziomy postaci zdobyte podczas testów zostały przeniesione do pełnej wersji gry. 22 stycznia 2014 roku rozpoczęła się otwarta beta gry w Ameryce Północnej, a dzień później w Europie. 11 marca 2014 roku zadebiutowała pełna wersja gry na komputerach osobistych. 3 kwietnia 2014 roku gra miała premierę w wersji na iPada w Australii, Kanadzie i Nowej Zelandii. 17 kwietnia 2014 roku grę udostępniono także w pozostałych państwach. 16 grudnia 2014 roku zadebiutowała na tabletach z Androidem, a 14 kwietnia 2015 roku na iPhonach i smartfonach z systemem Android.
Prototyp gry został stworzony w Adobe Flash, a właściwa gra powstała na silniku Unity. W początkowym etapie tworzenia gry, ta była zatytułowana Warcraft Legends, a twórcy chcieli zaimplementować mapę Azeroth, gdzie gracz mógłby wykonywać zadania dla pojedynczego gracza i odblokowywać kolejne regiony w świecie gry. Początkowo talia każdego z graczy miała składać się z 60 kart. Pierwsze dwie klasy, które został zaimplementowane w trakcie procesu tworzenia gry to łotrzyk i mag, natomiast trzecią był czarnoksiężnik.
Według twórców gry kluczowym doświadczeniem w kolekcjonerskiej grze karcianej jest rozpakowywanie paczek z kartami. Uznali to za miłe doświadczenie i z tego powodu skupili się na zaprojektowaniu aspektów wizualnych i dźwiękowych tak, aby spróbować je jak najlepiej odtworzyć.

### Skrócenie tytułu gry
Według starszego projektanta Mike’a Donaisa rozwój tematów i mechanizmu dodatków oraz trybów przygodowych często dyktowany jest aktualną atmosferą wśród społeczności gry Hearthstone. Pierwsze dodatki oparte były na franczyzie Warcraft, jednak kiedy deweloperzy mieli możliwość odejścia od tego powiązania, postanowili rozwijać produkt nie nawiązując do nazwy Warcraft. W ten sposób na przełomie 2016 i 2017 roku tytuł gry pozbawiono członu Heroes of Warcraft, co miało udowodnić nowym graczom, że gra nie jest już przywiązana do Warcrafta.

### Wymagania systemowe
Poniżej znajdują się aktualne i szczegółowe wymagania systemowe gry Hearthstone: Heroes of Warcraft dla systemów operacyjnych Windows, Mac OS X, iOS i Android.
| Platforma | Platforma | Platforma | Platforma |
| Windows | Mac OS X | iOS / Android |           |
| --- | --- | --- | --------- |
| Minimalne: - Windows: 7, 8, 8.1, 10 - Procesor Intel Pentium D lub AMD Athlon 64 X2 - Karta graficzna Nvidia GeForce 8600 GT lub ATI Radeon HD 2600XT (lub lepsza) - 3 GB wolnego miejsca na HDD - 3 GB RAM - Połączenie szerokopasmowe internetu - Monitor o rozdzielczości co najmniej 1024×768 - Klawiatura i myszka lub ekran dotykowy Rekomendowane: - Windows: 10 64-bit - Procesor Intel Core 2 Duo (2,2 GHz) lub AMD Athlon 64 X2 5000+ (2,6 GHz) (lub lepszy) - Karta Graficzna Nvidia GeForce 240 GT lub ATI Radeon HD 4850 (lub lepsza) - 4 GB RAM | Minimalne: - Mac OS X 10.12 (najnowsza wersja) - Procesor Intel Core 2 Duo - Karta graficzna Nvidia GeForce 8600M GT lub ATI Radeon HD 2600 Pro - 3 GB wolnego miejsca na HDD - 2 GB RAM - Połączenie szerokopasmowe internetu - Monitor o rozdzielczości co najmniej 1024×768 - Klawiatura i myszka lub ekran dotykowy Rekomendowane: - macOS 10.13 (najnowsza wersja) - Procesor Intel Core i3 (lub lepszy) - Karta graficzna Nvidia GeForce GT 650M lub ATI Radeon HD 5670 (lub lepsza) - 4 GB RAM | Minimalne: - Modele urządzeń: iPad Air 2, iPad 5, iPad Pro iPad mini 4, iPhone 6s, iPod Touch 7 (lub nowsze wersje z danych serii) - iOS 10.0 (lub nowszy) Minimalne: - Android 7.0 Nougat / Fire OS 6.0 (lub nowszy) - Procesor 1,2 GHz (lub lepszy) - 2 GB RAM - 4 GB pamięci wewnętrznej lub 1 GB wewnętrznej i 4 GB zewnętrznej Rekomendowane: - Procesor 1,5 GHz (lub lepszy) - 2 GB RAM - 5 GB miejsca w wewnętrznej pamięci |           |

Pełne listy urządzeń z systemem iOS i Android obsługujących grę Hearthstone zostały podane na stronie wsparcia Battle.net (pod zakładką „zweryfikowane urządzenia”). W lutym 2017 roku ogłoszono, że w najbliższym czasie gra przestanie wspierać systemy Windows XP i Vista.

## Sport elektroniczny
Gra bardzo szybko po swojej premierze stała się jedną z dyscyplin e-sportowych. 16 lipca 2014 roku w Shenzhen w ramach 9. sezonu rozgrywek mistrzostw świata Intel Extreme Master (IEM Season IX World Championship) odbył się turniej Hearthstone. W dniach 6–7 listopada 2014 roku na imprezie BlizzCon 2014 organizowanej przez Blizzard Entertainment odbyły się pierwsze mistrzostwa świata w Hearthstone. Po wcześniejszych eliminacjach, do turnieju przystąpiło 16 graczy pochodzących z Chin, Korei Południowej, Norwegii, Ukrainy, Stanów Zjednoczonych, Wielkiej Brytanii, Włoch i Tajwanu. Ponadto turnieje Hearthstone są organizowane w ramach rozgrywek ESL. Jeden z najważniejszych takich turniejów odbył się w trakcie IEM w Katowicach.

## Odbiór gry

### Zainteresowanie grą i przychody

#### 2014–2015
16 września 2014 r. Blizzard poinformował, że w Hearthstone zostało stworzonych 20 milionów kont (na PC i urządzeniach mobilnych). Z kolei 5 lutego 2015 roku podczas sprawozdania finansowego Activision Blizzard poinformowano, że liczba zarejestrowanych graczy przekroczyła 25 milionów. Następnie 5 maja 2015 roku Blizzard podał w serwisie Twitter, że liczba graczy zwiększyła się o kolejne pięć milionów, osiągając tym samym 30 mln stworzonych kont. Dzień później podczas sprawozdania finansowego Activision Blizzard oświadczono, że gry Hearthstone i Destiny od czasu premier przyniosły wydawcy blisko miliard dolarów przychodu. Ponadto podano, że po wydaniu gry na urządzenia mobilne (14 kwietnia 2015), zajęła ona w ponad 25 krajach pierwsze miejsce na liście najczęściej pobieranych gier mobilnych. Podczas sprawozdania finansowego za II kwartał 2015 podano, że w Hearthstone, Heroes of the Storm i Destiny zarejestrowało się łącznie 70 mln graczy, natomiast od momentu swoich premier wygenerowały 1,25 miliarda dolarów przychodu. W sierpniu 2015 roku firma badawcza SuperData ogłosiła, że gra była wówczas liderem na rynku gier karcianych i przynosiła ok. 20 mln dolarów przychodu miesięcznie (w tym 8 mln od użytkowników PC i 9 mln od użytkowników urządzeń mobilnych). Duży wzrost przychodów (ok. 31%) odnotowano w momencie debiutu Hearthstone na smartfonach. Podczas sprawozdania finansowego za III kw. 2015 podano, że gra dzięki dodatkowi Wielki turniej zanotowała jak dotąd najwyższe kwartalne przychody oraz 77% wzrost w zaangażowaniu. Podczas sprawozdania rocznego za 2015 rok poinformowano, że 6 listopada 2015 roku liczba zarejestrowanych graczy w Hearthstone przekroczyła 40 milionów. Ponadto podano, że trzeci tryb przygodowy Liga Odkrywców odnotował o ok. 20% lepszą sprzedaż w ciągu sześciu tygodni od premiery niż poprzednia przygoda w tym samym przedziale czasowym. W wyniku tego gra na koniec IV kw. pobiła rekord w miesięcznej aktywności użytkowników (MAU). 

#### 2016–2017
Pod koniec kwietnia 2016 roku poinformowano, że po wydaniu trzeciego dodatku Przedwieczni Bogowie liczba zarejestrowanych graczy przekroczyła 50 milionów. Podczas 1. sprawozdania finansowego za 2016 rok podano, że Blizzard odnotował najlepszy w swojej historii I kw. w miesięcznej aktywności użytkowników; wyniosła 26 mln graczy, co dało 23% wzrost w ujęciu rok do roku. Ponadto odnotowano 20% wzrost przychodów w porównaniu do kwartału roku poprzedniego. 4 sierpnia podano, że spółka ponownie odnotowała rekord miesięcznej aktywności, która wyniosła 33 mln użytkowników; był to 29% wzrost w ujęciu kwartał do kwartału i 13% wzrost w ujęciu rok do roku. Złożył się na to m.in. rekord liczby użytkowników w Hearthstone w II kwartale, na który przypadła premiera dodatku Przedwieczni Bogowie. Firma odnotowała również dwucyfrowy przychód w porównaniu do II kwartału 2015 roku. Podczas sprawozdania za III kwartał 2016 poinformowano, że gra ponownie osiągnęła rekordową kwartalną miesięczną aktywność z dwucyfrowym wynikiem procentowym w ujęciu rok do roku. W trakcie podsumowania za rok 2016 podano, że gra po raz kolejny osiągnęła rekord MAU, odnotowując 20% wzrost w porównaniu do 2015 roku (w IV kwartale również odnotowano wzrost w ujęciu rok do roku), po części ze względu na wydanie dodatku Ciemne zaułki Gadżetonu w IV kwartale. 1 maja 2017 podano, że gra przekroczyła próg 70 milionów zarejestrowanych graczy. Podczas sprawozdania finansowego z I kwartał 2017 podano, że ilość aktywnych graczy (MAU) w Hearthstone wzrosła w ujęciu kwartalnym oraz rok do roku. Ponadto wraz z wydaniem dodatku Podróż do wnętrza Un'Goro w kwietniu odnotowano rekord w codziennej aktywności graczy (DAU). W sprawozdaniu za II kwartał 2017 podano, że dzięki wydaniu piątego dodatku ilość aktywnych graczy zwiększyła się w ujęciu rok do roku i w ujęciu kwartał do kwartału; w tym okresie odnotowano również rekord wszech czasów w MAU, a Podróż do wnętrza Un'Goro stał się jednym z najlepszych rozszerzeń, które odnotowały rekord dziennej ilości aktywnych graczy (DAU). Na koniec III kwartału 2017 podano, że w porównaniu do roku poprzedniego wzrosła miesięczna ilość aktywnych graczy oraz ilość czasu spędzonego w grze, głównie dzięki premierze dodatku Rycerze Mroźnego Tronu. 

#### 2018–2021
5 listopada 2018 roku podano, że liczba zarejestrowanych graczy przekroczyła 100 milionów. Podczas sprawozdania za II kw. 2019 roku podano, że dzięki wydaniu dodatku Wyjście z cienia i "wciągającej" zawartości do gry jednoosobowej, ilość aktywnych graczy (MAU) zwiększyła się w ujęciu kwartał do kwartału; jednocześnie był to lepszy rezultat, niż ten który odnotowano w IV kwartale 2018 roku przy wydaniu dodatku Rozróba Rastakana. Podczas podsumowania 2019 roku podano, że dzięki premierze dodatku Wejście smoków i wprowadzeniu nowego trybu gry o nazwie "Ustawka" w IV kwartale, odnotowano wzrost zaangażowania graczy. Z kolei podczas rozliczenia III kwartału 2020 roku odnotowano wzrost godzin gry w ujęciu rok do roku, a tryb "Ustawka" cieszył dużym zainteresowaniem graczy od czasu jego premiery w listopadzie 2019 roku. 11 lutego 2021 roku podano, że w grze w ciągu całego 2020 roku odnotowano ponad 23,5 mln aktywnych graczy z całego świata. Ponadto rozegrano ponad 61 mln pojedynków, 291 mln meczów na arenie, a gracze spędzili blisko 670 mln godzin w "Ustawce". 2 listopada 2021 roku podczas sprawozdania za III kwartał podano, że ilość graczy Hearthstone utrzymywała się na stabilnym poziomie w ujęciu rok do roku.
Hearthstone okazał się również popularną grą do transmitowania i oglądania na serwisach, takich jak Twitch; transmisje Hearthstone'a ilościowo wyprzedziły transmisje Dota 2, w wyniku czego karcianka stała się trzecią najczęściej oglądaną grą na platformie we wrześniu 2015 roku i czwartą najczęściej oglądaną grą w kwietniu 2016. W marcu 2017 roku Hearthstone nadal był czwartą najczęściej oglądaną grą, jednocześnie zbliżając się godzinowo do Dota 2.

### Krytyka
Hearthstone: Heroes of Warcraft spotkał się z bardzo pozytywnymi reakcjami recenzentów, uzyskując według agregatora Metacritic średnią ocen 88/100 punktów oraz 87,57% według serwisu GameRankings. Maciej Śliwiński z serwisu Gry-Online chwalił grę za łatwość opanowania zasad, dużą grywalność i bardzo dobry balans postaci i kart. Bardzo pozytywnie wyraził się także o motywach graficznych na kartach i zaimplementowanym w grze systemie mikropłatności. Skrytykował natomiast małą ilość trybów rozgrywki. Justin Davis z portalu IGN także zachwalał proste do opanowania zasady oraz balans w rozgrywce. Wspomniał też o niezwykle wysokim poziomie dopracowania gry od strony technicznej oraz dbałości o szczegóły. Jako wady wymienił małe prawdopodobieństwo zdobycia legendarnych kart poprzez otwieranie paczek kart oraz brak trybów turniejowych. Tom Bramwell z Eurogamer stwierdził, że w Hearthstone rzeczywiście można grać i czerpać z tego przyjemność bez wydawania pieniędzy, a gra w żadnym wypadku nie należy do tych określanych mianem pay–to–win. Krytyk także bardzo pozytywnie wyraził się o równowadze pomiędzy różnych klasami. Ilustracje obecne na kartach nazwał cudownymi, kolorowymi i enigmatycznymi artworkami. David Roberts z GamesRadar w swojej recenzji napisał, iż pomimo prostych do opanowania zasad gry bardzo ciężko jest osiągnąć poziom mistrzowski. Dodał także, że Hearthstone jest uzależniającą produkcją z uczciwym modelem płatności. Skrytykował natomiast konieczność ciągłego połączenia z internetem w przypadku trybów nieopartych na rozgrywce wieloosobowej. Ben Pack z portalu Destructoid pochwalił produkcję za szybki matchmaking. Skrytykował natomiast zbyt krótkie, nie do końca jasne opisy działań niektórych kart. Leif Johnson z serwisu GameSpot stwierdził, że gra jest bardzo przyjazna dla graczy i chroni przed negatywnymi zachowaniami rywali, które często są obecne w komputerowych grach wieloosobowych. Recenzent narzekał na brak trybu obserwatora oraz brak możliwości zapisu powtórki bez użycia dodatkowego oprogramowania.
Pierwszy tryb przygodowy do gry Klątwa Naxxramas również został pozytywnie przyjęty przez krytyków, uzyskując średnią ocen 78,67% w serwisie GameRankings oraz 78/100 w Metacritic. Tom Clarck z pisma „PC Gamer” stwierdził, że nowe karty, które oferuje dodatek są w większości użyteczne i dają powiew świeżości w rozgrywce, która wśród doświadczonych graczy Hearthstone była zdominowana przez niewielką liczbę talii. Krytyk stwierdził także, że gra potrzebuje dodatku zawierającego znacznie większą liczbę nowych kart. Chris Carter z Destructoid stwierdził, że dodatek jest drogi w stosunku do tego co oferuje, jednak zaznaczył, że można go zakupić za walutę zdobywaną w grze.
Z kolei pierwszy dodatek zatytułowany Gobliny vs Gnomy uzyskał bardzo dobre recenzje otrzymując 85,62% w agregatorze GameRankings i 84/100 w Metacritic. Recenzent serwisu Gry-Online zachwalał liczbę dodanych kart oraz ich pozytywny wpływ na rozgrywkę. Stwierdził, że karty dają nowy wachlarz możliwości w budowaniu talii i nie zaburzają balansu. Skrytykował natomiast problemy techniczne związane z wprowadzeniem dodatku na europejskich serwerach. Krytyk serwisu „Game Informer” wyraził opinię, że pomimo tego, iż wiele kart ma częściowo losowe działanie, to nie umniejsza to roli umiejętności gracza w trakcie rozgrywki.
Drugi tryb przygodowy Czarna Góra także uzyskał bardzo dobre oceny. Ich średnia wyniosła 83,80% na GameRankings i 82/100 w serwisie Metacritic. Chris Carter z serwisu Destructoid stwierdził, że tryb przygody jest lepszy niż ten w pierwszym rozszerzeniu Hearthstone i zawiera wiele niesamowitych pojedynków. Daniel Tacks z „Game Informer” napisał w swojej recenzji, że tryb oferuje wysoki poziom dopracowania, który był obecny także w Klątwie Naxxramas.

### Nagrody
Hearthstone zdobyło wiele prestiżowych tytułów i nagród przyznawanych przez portale takie jak IGN, GamesRadar, GameTrailers, Kotaku, czy Gry-Online; głównie w kategoriach: najlepsza gra mobilna, najlepsza gra wieloosobowa i najlepsza cyfrowa gra karciana:
| Rok  | Kategoria                                            | Nagroda                                     | Przyznający nagrodę             | Źródło  |
| ---- | ---------------------------------------------------- | ------------------------------------------- | ------------------------------- | ------- |
| 2013 | Best Digital Card Game of 2013                       | Best Video Games of 2014                    | „Forbes”                        | [ 258 ] |
| 2013 | Best Strategy Game of 2013                           | ZAM Game of the Year Awards                 | ZAM                             | [ 259 ] |
| 2013 | 2013 New Game of the Year                            | ZAM Game of the Year Awards                 | ZAM                             | [ 260 ] |
| 2014 | Best Mobile Game                                     | Golden Joystick Award                       | gracze głosujący przez internet | [ 261 ] |
| 2014 | Best Online Game                                     | Golden Joystick Award                       | gracze głosujący przez internet | [ 261 ] |
| 2014 | Top 10 Video Games of 2014 #4                        | Top 10 Video Games of 2014                  | „Time”                          | [ 262 ] |
| 2014 | Best Games of 2014                                   | –                                           | Wired                           | [ 263 ] |
| 2014 | The VG247 Games of the Year                          | –                                           | VG247                           | [ 264 ] |
| 2014 | Five Favorites from the Video Games Channel #5       | Five Favorites from the Video Games Channel | The Escapist                    | [ 265 ] |
| 2014 | Top 50 Video Games of 2014 #3                        | Top 50 Video Games of 2014                  | „New York Daily News”           | [ 266 ] |
| 2014 | The 10 Best Apps for Your new iPad                   | –                                           | Yahoo!                          | [ 267 ] |
| 2014 | 10 Great Games for Your Smartphone or Tablet         | –                                           | „USA Today”                     | [ 268 ] |
| 2014 | Eli’s Top Ten Games of 2014                          | –                                           | Touch Arcade                    | [ 269 ] |
| 2014 | Game of the Year #6: Hearthstone                     | Polygon’s Games of the Year 2014            | Polygon                         | [ 270 ] |
| 2014 | 2014 GOTY #8: Hearthstone                            | 2014 Game of the Year                       | ShackNews                       | [ 271 ] |
| 2014 | Staff Picks: The Best Games of 2014                  | Best of 2014                                | GamesBeat                       | [ 272 ] |
| 2014 | GT Best of 2014 Awards                               | GameTrailers Best of 2014 Awards            | GameTrailers                    | [ 273 ] |
| 2015 | The 12 Best Video Games of 2014                      | –                                           | Kotaku                          | [ 274 ] |
| 2015 | Game of the Year                                     | Best Video Games of 2014                    | „Forbes”                        | [ 275 ] |
| 2015 | Best Competitive Multiplayer                         | Game Informer Best of 2014 Awards           | Game Informer                   | [ 276 ] |
| 2015 | IGN Official Best Tactics/Strategy Game              | Best of 2014                                | IGN                             | [ 277 ] |
| 2015 | People’s Choice – Best Tactics/Strategy Game of 2014 | Best of 2014                                | IGN                             | [ 277 ] |
| 2015 | People’s Choice – Best Mobile Game 2014              | Best of 2014                                | IGN                             | [ 278 ] |
| 2015 | Best Mobile Game Winner                              | Best of 2014                                | IGN                             | [ 279 ] |
| 2015 | 2014 Game of the Year PC                             | Gamebrit Game of the Year Awards 2014       | Gamebrit                        | [ 280 ] |
| 2015 | Mobile Game of the Year 2014                         | The 2014 Grimmys                            | HorrbileNight                   | [ 281 ] |
| 2015 | Najlepsza karcianka 2014                             | Plebiscyt gra roku 2014                     | Gry-Online                      | [ 282 ] |
| 2015 | Najlepiej rozwijana gra F2P w 2014 roku              | Plebiscyt gra roku 2014                     | Gry-Online                      | [ 282 ] |
| 2015 | Multiplayer in 2015                                  | British Academy Games Awards                | BAFTA                           | [ 283 ] |